# Estados cruzados

El Oriente Próximo en 1135, con los Estados cruzados de Jerusalén, Trípoli, Antioquía y Edesa.

Los Estados cruzados fueron un conjunto de entidades políticas feudales que surgieron a finales del siglo XI en diversos territorios de Europa y el Mediterráneo oriental, a raíz de su ocupación por la aristocracia europea occidental (llamados francos o latinos por bizantinos y musulmanes) durante la época de las Cruzadas, y que desaparecieron en el siglo XIII. El término historiográfico «Estados cruzados» define de manera primordial a los llamados Estados latinos de Oriente, ubicados en Oriente Próximo, si bien se aplica a otras entidades en el mar Egeo, Grecia, los Balcanes y aun en las costas orientales del mar Báltico.

## Levante mediterráneo
Los primeros cuatro Estados cruzados se fundaron en el Levante mediterráneo, durante la primera cruzada y fueron los siguientes:
- El Condado de Edesa, fundado en 1098, desaparecido en 1144.
- El Principado de Antioquía, fundado en 1098, desaparecido en 1268.
- El Condado de Trípoli (en la ciudad libanesa, que no debe confundirse con la capital de Libia), fundado en 1104. La ciudad de Trípoli fue conquistada en 1109 y el condado desapareció en 1288.
- El Reino de Jerusalén, fundado en 1099, desaparecido en 1291 tras la conquista de la ciudad de Acre. Este reino tenía varios señoríos vasallos, siendo los cuatro principales:
  - el Principado de Galilea;
  - el Condado de Jafa y Ascalón;
  - el Señorío de Transjordania y
  - el Señorío de Sidón.

El reino armenio de Cilicia se originó antes de las cruzadas, pero el papa Inocencio III le concedió el estatuto de reino. Sus reyes pertenecieron a la casa de Lusiñán, una dinastía francesa.

## Chipre
El Reino de Chipre fue fundado en la tercera cruzada por Ricardo I de Inglaterra —conocido como Ricardo Corazón de León—, cuando conquistó Chipre en su camino hacia Tierra Santa. La isla fue convertida en reino y este fue ofrecido al depuesto rey de Jerusalén, Guido de Lusiñán, en 1192. Desapareció en 1489, cuando su última reina lo vendió a la República de Venecia. Posteriormente fue concedido a los caballeros de la Orden de Malta, pero nunca fue aprovechado como puesto avanzado y entró en decadencia.

## Balcanes

El Imperio latino, sus vasallos y los estados sucesores del Imperio romano de Oriente hacia 1204.

Después de la cuarta cruzada, los territorios del Imperio romano de Oriente fueron divididos en varios Estados y comenzó el llamado período de la francocracia (en griego Φραγκοκρατία). Las unidades políticas surgidas del desmembramiento del Estado bizantino fueron:
- Imperio latino de Constantinopla (1204-1261)
- Reino de Tesalónica (1205-1224)
- Principado de Acaya (1205-1432)
  - Señorío de Argos y Nauplia (1205-1388)
- Ducado de Atenas (1205-1458)
  - Marquesado de Bodonitsa (1204-1414)
- Ducado de Naxos o Ducado del Archipiélago (1207-1579)
- Ducado de Filipópolis

Varias islas, entre ellas Creta (1204-1669), Eubea (Señorío de Negroponte hasta 1470), y las islas Jónicas (hasta 1797), estuvieron bajo dominio de la República de Venecia.
Estos estados sufrieron los embates de los estados griegos sucesores del Imperio romano de Oriente, como el Imperio de Nicea y el Despotado de Epiro, y también del Segundo Imperio búlgaro. Tesalónica y el Imperio latino fueron reconquistados por los griegos bizantinos en 1261, pero los descendientes de los cruzados continuaron gobernando en Atenas y en el Peloponeso (en la época llamado Morea o Despotado de Morea) hasta el siglo XV, cuando la península fue conquistada por el Imperio otomano).
La Orden de Malta se estableció en Rodas y en varias otras islas del mar Egeo en 1310. Los caballeros de la orden se mantuvieron en la zona hasta su expulsión por los otomanos en 1522 a Malta.
- La isla de Castelórizo (parte del archipiélago del Dodecaneso en el Egeo) fue tomada por la Orden de Malta en 1309. Los egipcios la ocuparon de 1440 a 1450; después fue gobernada por el Reino de Nápoles. El dominio veneciano comenzó en 1635 (periodo en el que se la conoció con el nombre de Castellorosso). Todas estas potencias, con la excepción de los egipcios, eran católicas. Los otomanos se adueñaron de ella en 1686 y los griegos la poseyeron durante la guerra de independencia helena, de 1821 a 1833.

- Otros territorios vecinos temporalmente bajo el poder de la orden fueron: las ciudades de Esmirna (1344-1402), Adalia (1361-1373) y Halicarnaso (1412-14..), en la Anatolia; la ciudad de Corinto en la porción griega del istmo de Corinto (1397-1404); la ciudad de Anfisa en la Fócida (1407-1410); las islas de Icaria (1424-1521) y Cos (1215-1522), en el siglo XXI parte de Grecia.

## Feudos mediterráneos menores
Hubo varias otras pequeñas entidades feudales (la definición de estado puede volverse confusa) resultantes de las cruzadas menores contra el islam en el Mar Mediterráneo, tales como las islas de Djerba y Tabarca, localizadas en la costa del actual Túnez, la primera de ellas; y en la costa de España la segunda.

## Cruzadas bálticas
En la región del mar Báltico, las tribus indígenas medievales comienzan a alejarse del cristianismo. En 1193, el papa Celestino III apoyó a dos órdenes religiosas de caballeros, los Hermanos Livonios de la Espada y la Orden Teutónica, a invadir y sojuzgar a los paganos: prusianos, lituanos y otras tribus de Estonia, Letonia y Prusia Oriental. Este período bélico fue llamado las Cruzadas bálticas.

Las tribus bálticas, hacia 1200, poco antes de las Cruzadas bálticas. Los bálticos orientales están representados por tonos castaños mientras que los bálticos occidentales aparecen en tonos verdes. Las fronteras son aproximadas.

## Demografía
Sin una base documental sólida, los cálculos modernos sobre el tamaño de la población de los estados cruzados son solo conjeturas. Las crónicas medievales contienen datos demográficos, pero en su mayoría presentan cifras exageradas, sin diferenciar francos y nativos cristianos. Los cálculos sobre la población de un pueblo se basan en informes de un asedio cuando los refugiados de los pueblos cercanos la habían multiplicado. Las estimaciones del número de francos en Ultramar oscilan entre 120 000 y 300 000. Si estos números son creíbles, los francos constituían al menos el 15% de la población total de los estados cruzados. En contexto, Josiah Russell estima que la población de lo que él llama "territorio islámico" era de aproximadamente 12,5 millones en 1000: Anatolia 8 millones, Siria 2 millones, Egipto 1,5 millones y el norte de África 1 millón, con las áreas europeas que proporcionaron a los cruzados con una población de 23,7 millones. Estima que para 1200 estas cifras habían aumentado a 13,7 millones en territorio islámico: Anatolia 7 millones, Siria 2,7 millones, Egipto 2,5 millones y el norte de África 1,5 millones, mientras que la población de los países de origen de los cruzados fue de 35,6 millones. Russell reconoce que gran parte de Anatolia era cristiana o estaba bajo los bizantinos y que algunas áreas supuestamente islámicas, como Mosul y Bagdad, tenían poblaciones cristianas significativas.
La inmigración de la Europa católica fue continua hasta el final de los estados cruzados. Aunque la mayoría de los colonos se asentaron en las ciudades costeras, la presencia de los francos está documentada en más de 200 pueblos (alrededor del 15% de todos los asentamientos rurales) en el Reino de Jerusalén. Algunos asentamientos rurales francos fueron aldeas planificadas, establecidas para alentar a los colonos del oeste; algunos fueron compartidos con cristianos nativos. La población nativa vivía en casalia, o asentamientos rurales de unas tres a cincuenta familias. Desde finales del siglo XII, los refugiados de los territorios perdidos por los musulmanes aumentaron la población cristiana de las ciudades costeras, pero también se puede detectar la emigración a Chipre o la Grecia franca. La expansión de la población urbana es más evidente en Acre, donde se desarrolló un nuevo suburbio después de la Tercera Cruzada. La emigración de Ultramar se intensificó a partir de la década de 1240 a medida que se oscurecían las perspectivas de supervivencia de los estados cruzados. En este período, está bien documentada una afluencia masiva de refugiados cristianos francos y nativos a Chipre. Los francos que no huyeron pudieron sobrevivir a la conquista mameluca como esclavos o renegados: un fraile franciscano se reunió con prisioneros de guerra francos y se convirtió al Islam en Acre más de una década después de la caída de la ciudad.